# Schloss Rosenig
Schloss Rosenig (polnisch Pałac w Rogoźniku)  ein Schloss im heute polnischen Rogoźnik in der Gmina Ruja (Gemeinde Royn) der Woiwodschaft Niederschlesien.

## Geschichte
Rosenig war 1254 Besitz des Bistums Breslau.

### Napoleons Aufenthalt
Während der Nacht brach ein Feuer aus, das Gegenstände im Wert von 10 Millionen Franken, darunter Kisten mit Napoleons Lieblingsschnupftabak und Napoleons Kleidung  vernichtete.

## Baugeschichte
Der Schlossbau stammt aus dem 18. Jahrhundert. Das Gebäude wurde vermutlich Ende des 19. Jahrhunderts umgebaut.

## Nachweise
- Artikel auf wochenblatt.pl
- Eintrag auf liegnitz.pl